# Baiyuerius shenzhen
Baiyuerius shenzhen — вид аранеоморфних павуків родини Agelenidae. Описаний у 2023 році.

## Поширення
Ендемік Китаю. Типовий зразок зібрано на схилах гори Вутон у місті Шеньчжень у провінції Гуандун на півдні країни.

## Опис
Розмір голотипу самця становить 14,21 мм, а паратипу самиці — 17,67 мм.